# Ptychognathus polleni
Ptychognathus polleni is een krabbensoort uit de familie van de Varunidae. De wetenschappelijke naam van de soort is voor het eerst geldig gepubliceerd in 1895 door de Man.